# Glock 26
Glock 26 (нім. Glock 26) (також відомий як Mk 26) — самозарядний пістолет сімейства «Глок» під набій 9×19 мм Парабелум, що відноситься до класу субкомпактних моделей, призначених для прихованого носіння як основна, так і запасна зброя. Пістолет Glock 26 належить до серії надкомпактних пістолетів австрійської компанії, що дозволяють власнику потай носити його і під легким одягом. При цьому він має досить високі, для зброї такого класу, характеристики, зокрема вогневу міць і зупиняльну дію кулі.

## Конструкція
Glock 26 має конструкцію, автентичну з іншими пістолетами фірми «Глок» (за винятком пістолетів Glock 25 та Glock 28, які використовують інший принцип роботи автоматики — принцип вільного затвора). Автоматика пістолета працює за принципом використання віддачі при короткому ході ствола, відмикання затвора відбувається при перекосі ствола у вертикальній площині внаслідок взаємодії фігурного паза в припливі казенної частини ствола з корпусом пістолета. Замикання проводиться завдяки входженню прямокутної казенної частини ствола у вікно для викиду гільз. Ударно-спусковий механізм ударникового типу, з частковим зведенням, і дозведенням при кожному пострілі. Є три автоматичні запобіжники: запобіжник на спусковому гачку блокує рух гачка назад, звільняючи його тільки при натисканні безпосередньо на сам гачок; один запобіжник ударника унеможливлює постріл при зриві ударника, другий блокує ударник доти, доки не буде вичавлений спусковий гачок. Ручних запобіжників пістолет не має. Рамка пістолета виготовлена з полімерного матеріалу.

## Країни-оператори
| - Австрія - Бельгія - Бразилія - Велика Британія | - Німеччина - Греція - Індія - Іспанія | - Люксембург - Малайзія - Молдова - Малайзія | - Нідерланди - Пакистан - Росія - США | - Україна - Фінляндія - Франція - Чехія | - Швейцарія |